# Élections locales britanniques de 2014 à Londres
Les élections locales britanniques de 2014 ont lieu le 22 mai 2014 en Angleterre. À Londres, 1 861 conseillers d'arrondissement sont à élire.
Il y a aussi 4 maires à élire.

## Résultats

### Global
| Parti | Parti                 | Votes   | Votes | Votes | Conseils | Conseils | Sièges | Sièges |
| Parti | Parti                 | Voix    | %     | +/-   | Élus     | +/-      | Élus   | +/-    |
| ----- | --------------------- | ------- | ----- | ----- | -------- | -------- | ------ | ------ |
|       | Parti travailliste    | 944 967 | 37,6  | +5,1  | 20       | +3       | 1 060  | +185   |
|       | Parti conservateur    | 663 847 | 26,4  | -5,3  | 9        | -2       | 612    | -105   |
|       | Libéraux-démocrates   | 267 769 | 10,6  | -11,8 | 1        | -1       | 116    | -130   |
|       | Parti vert            | 246 805 | 9,8   | +3,2  | 0        | =        | 4      | +2     |
|       | UKIP                  | 239 001 | 9,5   | +8,4  | 0        | =        | 12     | +12    |
|       | Autres                | 152 684 | 6,1   | +0,4  | 0        | =        | 47     | +26    |
|       | Conseil sans majorité |         |       |       | 2        | =        |        |        |
| Total | Total                 |         |       |       | 32       | 32       | 1 851  | 1 851  |

### Par arrondissement

Résultats à Londres.

| Conseil                | Majorité sortante | Majorité sortante | Majorité élue | Majorité élue |
| ---------------------- | ----------------- | ----------------- | ------------- | ------------- |
| Barking and Dagenham   |                   | Travailliste      |               | Travailliste  |
| Barnet                 |                   | Conservateur      |               | Conservateur  |
| Bexley                 |                   | Conservateur      |               | Conservateur  |
| Brent                  |                   | Travailliste      |               | Travailliste  |
| Bromley                |                   | Conservateur      |               | Conservateur  |
| Camden                 |                   | Travailliste      |               | Travailliste  |
| Croydon                |                   | Conservateur      |               | Travailliste  |
| Ealing                 |                   | Travailliste      |               | Travailliste  |
| Enfield                |                   | Travailliste      |               | Travailliste  |
| Greenwich              |                   | Travailliste      |               | Travailliste  |
| Hackney                |                   | Travailliste      |               | Travailliste  |
| Hammersmith and Fulham |                   | Conservateur      |               | Travailliste  |
| Haringey               |                   | Travailliste      |               | Travailliste  |
| Harrow                 |                   | Sans majorité     |               | Travailliste  |
| Havering               |                   | Conservateur      |               | Sans majorité |
| Hillingdon             |                   | Conservateur      |               | Conservateur  |
| Hounslow               |                   | Travailliste      |               | Travailliste  |
| Islington              |                   | Travailliste      |               | Travailliste  |
| Kensington and Chelsea |                   | Conservateur      |               | Conservateur  |
| Kingston upon Thames   |                   | LibDem            |               | Conservateur  |
| Lambeth                |                   | Travailliste      |               | Travailliste  |
| Lewisham               |                   | Travailliste      |               | Travailliste  |
| Merton                 |                   | Sans majorité     |               | Travailliste  |
| Newham                 |                   | Travailliste      |               | Travailliste  |
| Redbridge              |                   | Sans majorité     |               | Travailliste  |
| Richmond upon Thames   |                   | Conservateur      |               | Conservateur  |
| Southwark              |                   | Travailliste      |               | Travailliste  |
| Sutton                 |                   | LibDem            |               | LibDem        |
| Tower Hamlets          |                   | Travailliste      |               | Sans majorité |
| Waltham Forest         |                   | Travailliste      |               | Travailliste  |
| Wandsworth             |                   | Conservateur      |               | Conservateur  |
| Westminster            |                   | Conservateur      |               | Conservateur  |

### Maires
| Municipalité  | Maire sortant | Maire sortant | Maire sortant | Maire élu     | Maire élu | Maire élu             |
| ------------- | ------------- | ------------- | ------------- | ------------- | --------- | --------------------- |
| Hackney       | Jules Pipe    |               | Travailliste  | Jules Pipe    |           | Travailliste          |
| Lewisham      | Steve Bullock |               | Travailliste  | Steve Bullock |           | Travailliste          |
| Newham        | Robin Wales   |               | Travailliste  | Robin Wales   |           | Travailliste          |
| Tower Hamlets | Lutfur Rahman |               | Indépendant   | Lutfur Rahman |           | Tower Hamlets d'abord |